# Operation Dogeared
Südliche Salomonen

1942

Tulagi –
Guadalcanal

1943

Operation I –
Operation Vengeance –
Operation SO und SE
Zentral-Salomonen

1943

New Georgia –
Kula-Golf –
Kolombangara –
Vella-Golf –
Dogeared –
Vella Lavella –
Operation SE
Nördliche Salomonen

1943–1945

Treasury-Inseln –
Choiseul –
Kaiserin-Augusta-Bucht –
Bougainville –
Green Islands
Operation Dogeared war der Deckname für die Einnahme der Salomoneninsel Vella Lavella durch die alliierten Streitkräfte  zwischen dem 15. August und dem 9. Oktober 1943 während des Pazifikkriegs im Zweiten Weltkrieg.

## Vella Lavella
Vella Lavella ist die nordwestlichste Insel im New-Georgia-Archipel der Salomonen. Sie ist rund 65 Kilometer von Munda Point entfernt, der nordwestlichen Spitze der Insel New Georgia, die von den Alliierten während der Operation Toenails eingenommen wurde. Die Insel ist durch den Vella-Golf von Kolombangara vor der Nordküste der Insel New Georgia getrennt. Vella Lavella ist 42 km lang und 19 km breit, gebirgig und mit Dschungel bedeckt. Die Insel war 1941 völlig unbebaut und bot für größere Schiffe keinen guten Ankerplatz. Das Hauptdorf der Inselbewohner war Barakoma im Südosten der Insel. Die Ressourcen, die Vella Lavella im Überfluss hatte und die für alliierte Pioniere und Marinebaueinheiten nützlich sein würden, waren die Korallen, die zerkleinert für Straßenbelag verwendet werden konnten, und das reichliche Angebot an verarbeitbarem Holz.
Für die Inselbewohner war die japanische Invasion eine Katastrophe, die zur Verwüstung ihrer Ernten und Dörfer sowie zu extremen Störungen ihrer Gesellschaft und für einige der Inselbewohner zu Tod oder Verstümmelung geführt hatte.

## Vorgeschichte
Im Jahr 1943 begannen die Alliierten im Pazifik, die Japaner zurückzudrängen, und die Bedrohung einer Nachschubblockade gegen Australien begann nachzulassen. Die einst friedlichen Inseln der Salomonen wurden zu einem Schlachtfeld.
Die Einnahme des Flugfeldes Munda durch die Streitkräfte von Admiral William F. Halsey am 5. August hatte das Ende von nur einer Phase, der New Georgia-Kampagne bedeutet. Es gab immer noch eine große Anzahl von Japanern auf New Georgia und sie mussten aufgespürt und neutralisiert werden, bevor die Insel als sicher angesehen werden konnte. Dann müssten die verbleibenden Inseln der Gruppe, Arundel, Banga, Ghizo, Kolombangara und Vella Lavella, besetzt werden. Erst dann wäre der Feldzug beendet und die Truppen des Südpazifiks könnten in die nördlichen Salomonen vordringen.

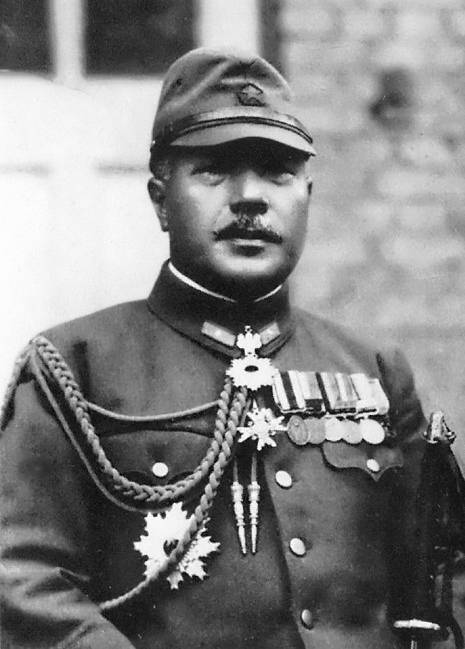
Generalmajor Minoru (Noburu) Sasaki

Die Amerikaner benötigten mehr als zwei Wochen schwerer Kämpfe, um die kleine japanische Streitmacht zu beseitigen, die Generalmajor Minoru Sasaki auf New Georgia zurückgelassen hatte. Die überlebenden Japaner hatten sich nach Bairoko Harbor an der Nordwestküste von New Georgia und höherrangige Einheiten nach Kolombangara zurückgezogen. Aber Mitte August 1943 waren alle japanischen Hoffnungen auf eine geplante Gegenoffensive verflogen. Die aus Rabaul geschickte Verstärkung, die aus etwa 1500 Soldaten der Armee und Marine bestand, war in der Nacht vom 6. auf den 7. August im Vella-Golf abgefangen und größtenteils vernichtet worden (→ Schlacht im Vella-Golf). Nur rund 300 Männer hatten überlebt und konnten Vella Lavella erreichen. Als Nächstes war der Befehl gekommen, sich aus Banga, wo die Amerikaner bereits gelandet waren, zurückzuziehen und alle Pläne für einen Gegenangriff abzubrechen. Sasakis Mission bestand nun darin, so lange wie möglich durchzuhalten, um den Japanern in den nördlichen Salomonen Zeit zu geben, sich auf den nächsten Vormarsch der Alliierten vorzubereiten. Es würden keine Verstärkungen mehr kommen; Sasaki blieb eine gemischte Truppe von etwa 11000 Soldaten, von denen die meisten auf Kolombangara konzentriert waren.
Die Japaner waren mit Gewehren, Maschinenpistolen, leichten und schweren Maschinengewehren, leichten 50-mm-Mörsern vom Typ 89 und Granaten bewaffnet. Obwohl berichtet wurde, dass sie über keine Artillerie verfügten, wurden die Japaner später mit 75-mm-Gebirgsgeschützen, schweren Mörsern und 20-mm-Geschützen ausgestattet. Es wurden Lebensmitteldepots in verschiedener Größe eingerichtet. Die Japaner hatten außer Handkarren keine anderen Transportmittel. Die medizinische Versorgung war schlecht. Die japanische Luftüberlegenheit führte dazu, dass sie versuchten, ihre Truppen aus der Luft zu versorgen. Mit bunten, rot-weiß gestreiften Fallschirmen wurden Reis, Mörser und Munition abgeworfen. Oft landeten diese zwischen alliierten Linien oder im Meer. Zudem gab es keine koordinierte Verteidigung, da der japanische Kommandant nie auf Vella Lavella eintraf. Auch die legendäre Uneinigkeit zwischen der Kaiserlich Japanischen Armee und der Marine verhinderte eine effektive Verteidigung.

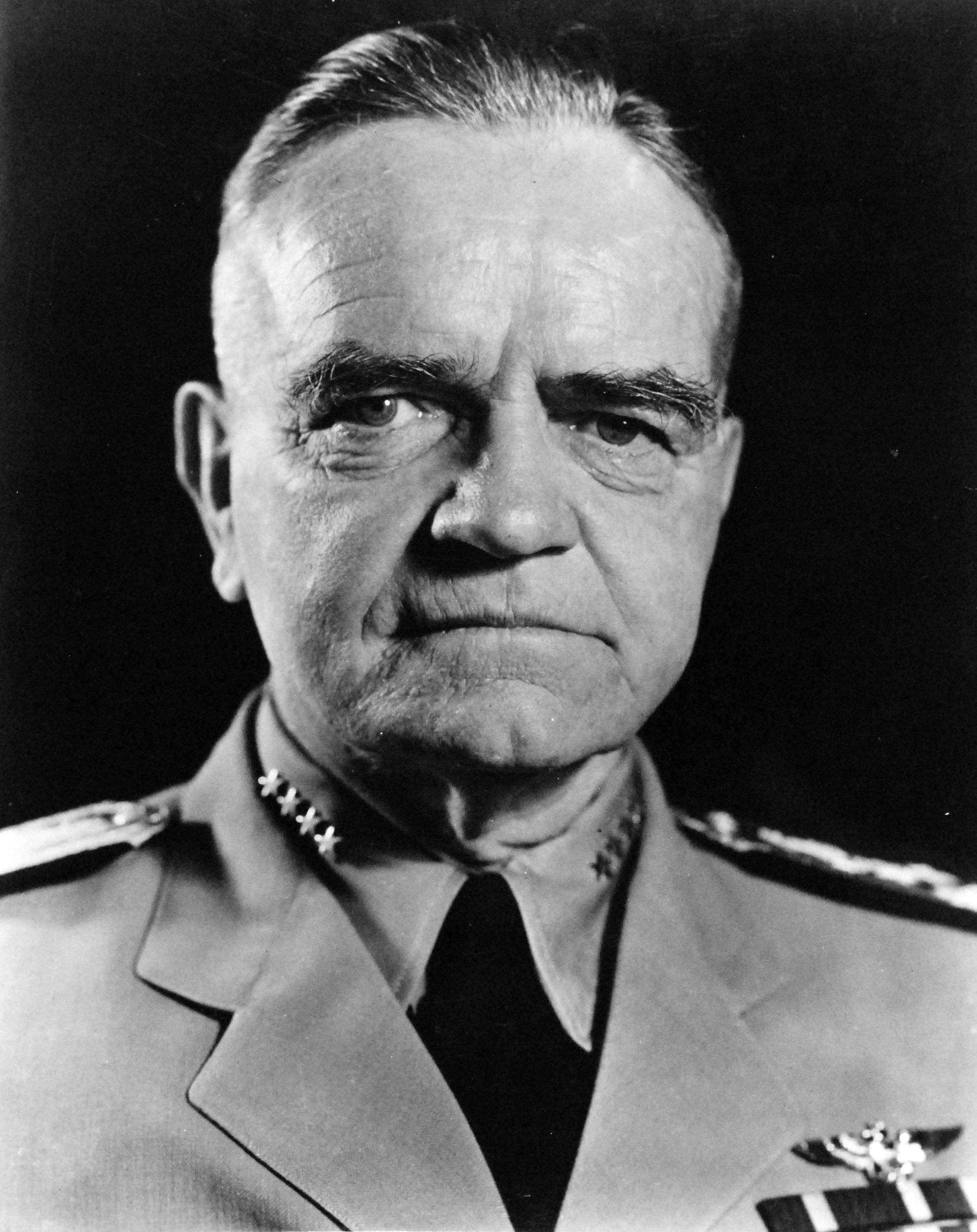
Admiral William Frederick „Bull“ Halsey, Jr.

## Die amerikanische Planung
Admiral Halsey hatte zwischenzeitlich seine eigenen Pläne überarbeitet. Ein weiterer, schwerer Kampf, wie der um das Munda-Flugfeld, musste vermieden werden. Daher verwarf er die Möglichkeit einer Landung auf Kolombangara um das dortige Vila-Flugfeld einzunehmen. Kolombangara sollte einfach umgangen werden und die weiteren Operationen sich auf Bereiche in Richtung Bougainville konzentrieren. Die offensichtliche Alternative war Vella Lavella, nur 24 Kilometer nordwestlich und nur von einer Handvoll Japaner verteidigt. Eine Landung dort wäre sicherlich einfacher, wenn die Geheimdienstschätzungen richtig waren und hätte den weiteren Vorteil, die Südpazifik-Streitkräfte noch näher an ihr nächstes Ziel, Bougainville, zu bringen, als eine Landung auf Kolombangara.
Als Admiral Halsey die Idee im Juli vorgeschlagen wurde, waren noch einige Fragen zu klären. Können auf Vella Lavella amerikanische Kampfflugzeuge stationiert werden, um die Invasion von Bougainville zu unterstützen? Kann das japanische Flugfeld bei Vila während der Landung durch Artillerie neutralisiert werden und kann Sasakis Nachschublinie unterbrochen werden, damit die Kolombangara-Garnison komplett isoliert und ausgehungert wird?

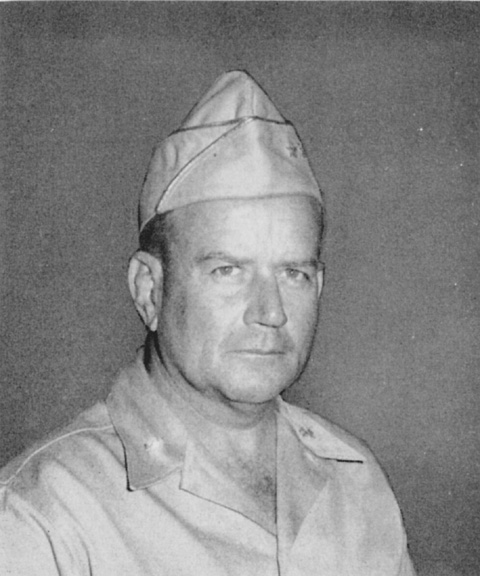
Brigadegeneral Robert B. McClure

Ein Aufklärungstrupp lieferte einige Antworten, als dieser Ende Juli berichtete, dass bei Barakoma am Südende von Vella Lavella ein Flugfeld gebaut werden könnte. Allerdings ging der Trupp fälschlicherweise davon aus, dass es keine Japaner in der Gegend gab. Auf der Grundlage dieser Informationen und der Empfehlung von Admiral Wilkinson, dem Nachfolger von Admiral Turner, erteilte Halsey am 11. August den Befehl zur Einnahme von Vella Lavella. Die Invasionstruppe sollte aus einem Regimentskampfteam der 25. Infanterie-Division sowie Unterstützungs- und Servicetruppen unter dem Kommando von Brigadegeneral Robert B. McClure bestehen. Armee- und Marinebautrupps würden kurz nach der Invasion landen, um das Flugfeld und einen kleinen Marinestützpunkt zu errichten. Drei separate Einsatzflotten mit Flugzeugträgern und U-Booten waren zur Unterstützung der Landung vorgesehen. Sie sollten jeden japanischen Versuch abwehren die Invasion zu stören. Kampfflugzeuge aus New Georgia würden auch die Landung abdecken und zusätzlich japanische Stützpunkte auf den Shortland-Inseln und Bougainville angreifen. Zur Einnahme von Arundel war ein Kommando unter Generalmajor Oscar Griswold vorgesehen. Mit dort aufgestellter Artillerie konnte der Flugplatz Vila unter direktes Feuer genommen und für die Dauer des Feldzugs unbrauchbar gemacht werden.

### Vorabaufklärung
Der Landungstag (D-Day) für die Operation Dogeared war der 15. August und drei Tage vorher verließ eine Vorhut Rendova, um die Strände am Landeplatz auf Vella Lavella zu markieren. Am 11. August meldete der Küstenbeobachter Henry Josselyn per Funk nach Guadalcanal die Anwesenheit von vierzig Japanern. Weiterhin vermeldete er, dass pro-alliierte Eingeborene sie gefangen genommen hatten. Vom Koli Flugfeld auf Guadalcanal rief General Millard Harmon über Funk Generalmajor Griswold an und bat ihn um mehr Männer, die Vorhut zu begleiten und die Gefangenen in Gewahrsam zu nehmen. Griswold orderte 26 Männer, die in vier Torpedobooten Rendova am 12. August verließen. Unterwegs bombardierten und beschossen japanische Flugzeuge zwei Stunden lang die vier Torpedoboote. Ein Boot wurde getroffen und vier Männer verletzt, aber die anderen drei Boote schafften es sicher bis vor den Strand. Eingeborene in Kanus fuhren hinaus und nahmen die Amerikaner mit an Land.
Inzwischen hatte Josselyn Admiral Wilkinson erneut per Funk mitgeteilt, dass sich 140 Japaner in der Gegend aufhielten; 40 bei Biloa und 100 etwa 8 Kilometer nördlich von Barakoma. Bei genauerer Aufklärung wurde klar, dass es sich um viele hungernde, zerlumpte und schlecht bewaffnete Nachzügler handelte, aber es keine Gefangenen gab. Nachdem erneut um Verstärkung gebeten worden war, setzten sich in den frühen Morgenstunden des 14. August vier Torpedoboote mit 72 Offiziere und Mannschaften der F-Kompanie der 103. Infanterie nach Barakoma in Fahrt. Die Vorhut mit der Geheimmission, Strände zu markieren und die Kampfgruppe mit der Gefangenenmission machten sich an ihre jeweiligen Aufgaben. Die Strandmarkierung verlief zufriedenstellend, jedoch wurden nur sieben Japaner gefangen genommen. Die F-Kompanie hielt den Brückenkopf bei Barakoma bis zur Ankunft der Hauptinvasionstruppe.

### Planung der Landung
Admiral Wilkinson erteilte am 11. August seine Befehle. Die Nordflotte war in drei Invasionsstaffeln organisiert. Die Haupteinheit und zwei weitere Staffeln sowie die Torpedobootflottillen. Unter dem direkten Kommando von Wilkinson befand sich die Haupteinheit, bestehend aus drei Transportgruppen, dem Zerstörerschirm und der nördlichen Landungstruppe. Jede Transportgruppe wurde von Zerstörern abgeschirmt und sollte sich unabhängig von Guadalcanal nach Vella Lavella begeben. Die Abfahrt von Guadalcanal würde so zeitlich abgestimmt sein, dass jede Gruppe vor Barakoma ankommen würde, kurz bevor sie mit dem Entladen beginnen sollte. Vorläufige Küstenbombardierungen würden aller Wahrscheinlichkeit nach nicht nötig sein, aber Wilkinson forderte zwei Zerstörer auf, sich bereitzuhalten, die Landung notfalls zu unterstützen. Insgesamt waren für die Landungen drei Wellen vorgesehen, die innerhalb von fünf Tagen an Land gehen und ihre gesamte Ausrüstung entladen sollten. Die LSTs wurden angewiesen nach dem Entladen sofort wieder nach Guadalcanal zurückzukehren.
Die nördliche Landungstruppe mit insgesamt 5888 Soldaten bestand aus dem 35. Regimentskampfteam der 25. Division; dem 4. Marineverteidigungsbataillon; der 25. Kavallerie-Aufklärungstruppe; dem 58. Baubataillon der Marine; und eine Marinestützpunktgruppe. Das Kommando über die Landekräfte wurde Brigadegeneral Robert B. McClure, dem stellvertretenden Kommandeur der 25. Division übergeben.
Auf Vella Lavella lag keine japanische Garnison, sondern dort befand sich nur eine Gruppe von Nachzüglern, die auf etwa 250 Mann geschätzt wurde, weitere 100 auf der nahe gelegenen Insel Ranongga und 250 auf Ghizo. Wilkinson warnte, dass die feindliche Luftstärke im südlichen Bougainville, weniger als 160 Kilometer entfernt, und bei Rabaul beträchtlich sei und dass an beiden Orten Seestreitkräfte stationiert seien.
Bis zum 14. August waren die Landungsstreitkräfte und ihre Vorräte an Bord der Schiffe verstaut und alle Transporter der Hauptlandungseinheiten stachen planmäßig in Richtung Barakoma in See. An Bord wurden die Männer über ihr Ziel informiert. Japanische Flugzeuge wurden über Guadalcanal, den Russell-Inseln und New Georgia gemeldet, aber Wilkinsons Schiffe hatten eine ereignislose Reise den Slot hinauf und durch den Blanche Kanal und die Ghizo Straße. Nordwestlich von Rendova überholten die LCIs die LSTs, während die APDs beide langsameren Gruppen überholten.

## Landung auf Vella Lavella

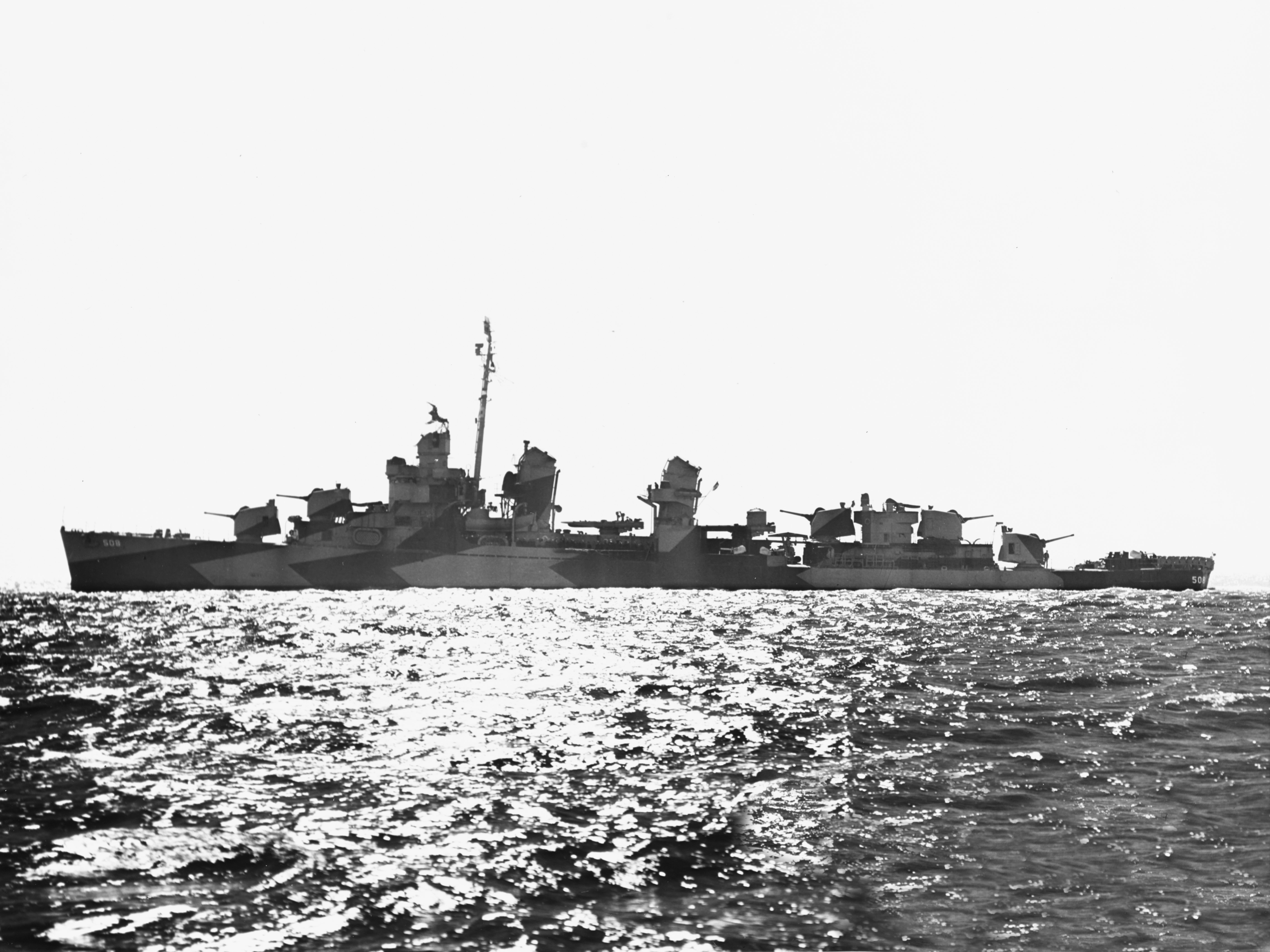
Der Zerstörer Cony

Die III. Amphibious Force unter Konteradmiral Wilkinson landete im Morgengrauen des 15. August mit den schnellen Transportern Stringham, Waters, Dent, Talbot, Kilty, Ward, McKean, drei LST und elf LSI 4600 Mann des 35. Regimentskampfteam der 25. Infanterie-Division unter Brigadegeneral McClure auf Vella Lavella. Deckung und Feuerunterstützung gaben die Zerstörer Cony (Flaggschiff von Konteradmiral Wilkinson), Nicholas, O'Bannon, Taylor, Chevalier, Pringle, Waller, Saufley, Philip, Renshaw, Conway und Eaton.
Die zwölf Landungsboote erreichten pünktlich den Strand, allerdings gab es nur Platz um acht gleichzeitig zu entladen. Korallenriffe wenige Meter vom Ufer entfernt machten den nördlichen Teil des Strandes unbrauchbar. Die verbleibenden vier Boote mussten vor der Küste warten, bis sie an der Reihe waren. Das 3. Bataillon begann unverzüglich mit dem Entladen. Doch kaum hatten sie begonnen, stürzten sich japanische Flugzeuge auf die Invasionstruppe.
Sechs Sturzkampfbomber Aichi D3A und 48 Jagdflugzeuge A6M Rei-sen wurden zur bewaffneten Aufklärung ausgesandt, die kurz vor 8:00 Uhr die Amerikaner fanden. Hauptangriffsziele waren die Zerstörer, die sofort auf Ausweichkurs gingen. Die Japaner verursachten zwar auch einige Verluste an Land durch Tiefflug, griffen die LSTs und LCIs jedoch nicht an. Um 12:27 Uhr erfolgte der zweite Angriff durch elf Bomber und 48 Jäger. Einige griffen die LSTs an, aber diese hatten zusätzliche Flugabwehrgeschütze montiert und konnten mehrere japanische Flugzeuge abschießen. Der letzte Angriff der Tages kam um 17:24 Uhr, etwa 36 Minuten vor dem Auslaufen der LSTs. Wieder flogen acht Bomber und 45 Jäger an. Insgesamt gab es nur geringen Schaden am Zerstörer Cony und einem Landungsschiff. Die Japaner verloren bei den Angriffen 16 Flugzeuge.

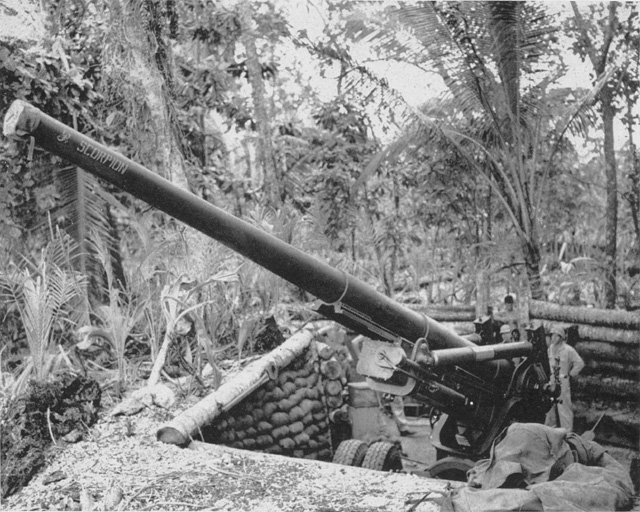
4th Defence Battalion mit 155-Millimeter-Feldhaubitzen, in der Nähe von Barakoma stationiert, war bereit, General McClures Northern Landing Force Seeküstenschutz zu bieten. Die acht Long Toms der Marines hatten nie die Gelegenheit auf ein „lebendes Ziel“ zu schießen, waren aber bereit, dies bei Bedarf zu tun.

Mit den 4600 Mann waren an diesem Tag 2300 Tonnen Ausrüstung, darunter acht Flugabwehrgeschütze, Vorräte für 15 Tage und drei Feuereinheiten für alle Waffen angelandet worden. Um 15:30 Uhr hatte das 4. Marineverteidigungsbataillon sechzehn 50-mm, acht 20-mm und acht 40-mm Flugabwehrgeschütze, sowie zwei Suchscheinwerfer aufgebaut. Um 17:00 Uhr war die Feldartillerie in Position gebracht worden. Mit diesen Geschützen konnten die letzten japanischen Flugzeuge abgewehrt werden. Zwölf Männer wurden durch die Luftangriffe getötet und 40 verwundet.

### Luftkämpfe
Zur Abwehr der japanischen Kampfflugzeuge wurde eine gemischte Streitmacht aus USAAF-, USMC- und RNZAF-Flugzeugen in die Luft gebracht. Dies waren die 44th Fighter Squadron, die USMC-Staffeln VMF-123 und VMF-124 und die No. 16 Squadron RNZAF die in Seghe und Munda stationiert waren. So zahlte sich die Einnahme des schwer erkämpften Flugfeldes auf Munda aus, da nun Kampfflugzeuge länger über Barakoma verweilen konnten als diejenigen, die von weiter entfernten Flugplätzen auf Guadalcanal und Seghe herangeführt wurden.
16 Kampfflugzeuge des neuseeländischen Geschwaders flogen zur Deckung der Landungen mit ihren P-40 Kittyhawks von Seghe nach Munda und Vella Lavella, um dort zu  patrouillieren. Es wurden 32 Einsätze geflogen, aber die meisten verliefen ereignislos und ohne Kontakt. Eine Staffel mit vier P-40 stieß gegen 8:00 Uhr auf japanische Flugzeuge, die die Schiffe angriffen. Sie konnten vier Maschinen abschießen.
Eine weitere Staffel von vier P-40, die hoch über dem Landungsstrand flog, wurde von japanischen Flugzeugen getroffen, die aus der Sonne angriffen. Eine P-40 wurde getroffen und musste auf dem Munda-Flugfeld bruchlanden. Am Ende des Tages kehrten fünfzehn der sechzehn neuseeländischen P-40 zu ihrem Stützpunkt auf Guadalcanal zurück.
Bei den Luftkämpfen verloren die Japaner neun Jäger und acht Bomber. Die Alliierten verloren insgesamt vier Corsair und zwei P-40.

## Landung der Japaner im Norden von Vella Lavella
Da die Japaner schon seit den Niederlagen auf Guadalcanal und einigen verlorenen Seeschlachten, darunter zuletzt die Niederlage im Vella-Golf, einen Abzug ihrer Truppen aus den südlichen und Zentralsalomonen planten (→ Operation SE) musste der Kontakt mit der Haupttruppenkonzentration ihrer Einheiten auf der Insel Kolombangara gewahrt bleiben, um deren späteren Abzug zu gewährleisten.

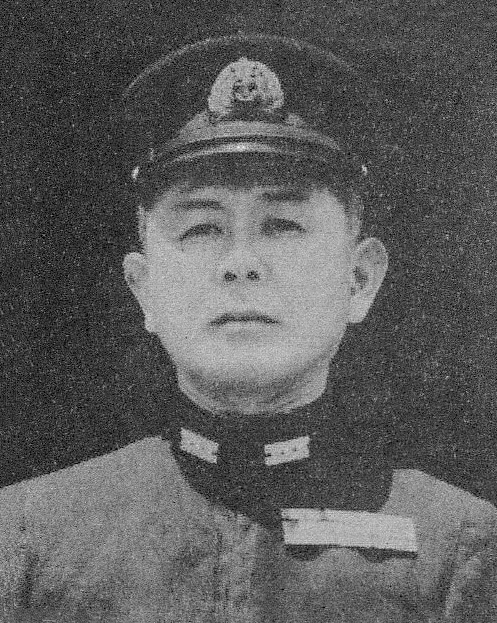
Konteradmiral Baron Ijūin Matsuji

In der Nacht der amerikanischen Landung am 15. August hatte Admiral Kusaka Jinichi General Imamura Hitoshi vorgeschlagen, dass ein Bataillon eine Gegenlandung durchführen solle. Imamuras Antwort war, dass das Senden einer so kleinen Einheit „wie ein Tropfen auf einen heißen Stein“ sei. Auch Transportschwierigkeiten spielten eine Rolle. Dennoch planten die Japaner einen Stützpunkt in Horaniu an der Nordspitze von Vella Lavella zu errichten. Unter dem Kommando von Konteradmiral Baron Ijūin Matsuji verließen die Zerstörer Sazanami, Hamakaze, Shigure und Isokaze am 17. August Rabaul, um sich mit einem Truppenkonvoi von Buin auf Bougainville zu treffen. Dieser Konvoi umfasste 13 Lastkähne, vier Motortorpedoboote, die U-Boot-Jäger Ch-5 und Ch-12 und ein gepanzertes Kanonenboot. Die eingeschifften Truppen waren zwei Kompanien Armeesoldaten und ein Zug Marinesoldaten.

### Seeschlacht vor Horaniu
Die japanische Streitmacht wurde von alliierten Aufklärungsflugzeugen geortet. Wilkinson entsandte daraufhin eine Division von vier US-Zerstörern von der Purvis-Bucht auf der Insel Florida, unter dem Kommando von Captain Thomas J. Ryan, um die japanische Flotte anzufangen. Die Zerstörer starteten am 17. August um 15:27 Uhr und begannen einen schnellen Anlauf den New Georgia Sund hinauf. Als Ryans Zerstörer vor der Nordküste von Kolombangara waren, sahen Wachposten in der Ferne eine Explosion von Flakfeuer, die die Position des japanischen Konvois verriet.
Gegen 23:30 Uhr wurde der japanische Konvoi von acht Grumman TBF Avenger Torpedobombern der AirSols angegriffen. Obwohl keine Schiffe beschädigt wurden driftete der Konvoi auseinander.
Kurz vor 1:00 Uhr am nächsten Morgen eröffneten die japanischen Schiffe das Feuer. Nach gegenseitigem Torpedobeschuss, wobei die amerikanischen Zerstörer 32 japanischen Torpedos auswichen, gelang es nur zwei japanische Zerstörer leicht zu beschädigen. Die japanischen U-Boot-Jäger Ch-5 und Ch-12 konnten aber versenkt werden. Der Großteil der japanischen Streitkräfte erlitt keinen Schaden, landete 390 Mann an der Nordküste von Vella Lavella und die Aufmarschbasis bei Horaniu wurde am nächsten Tag erfolgreich eingerichtet. Zudem verstärkten sie auch einen kleinen Außenposten auf der Insel Ganongga vor der Südspitze von Vella Lavella. Die Japaner schickten ebenfalls ein verstärktes Bataillon nach Gizo als Außenverteidigung für Kolombangara. Der Stützpunkt bei Horaniu wurde von zwei Schützenkompanien und einem Zug einer speziellen Marinelandungstruppe verteidigt. Am selben Tag wurden die amerikanischen Zerstörer Waller und Philip durch eine Kollision bei der Verteidigung eines Nachschubkonvois nach Vella Lavella beschädigt und am folgenden Tag LST-396 durch eine Explosion versenkt. Ein japanisches Flugzeug beschoss und bombardierte am 20. August den Zerstörer Pringle auf dem Weg nach Vella Lavella. Durch einen Nahtreffer wurde der Zerstörer beschädigt, ebenso die Landungsschiffe LST 354 und LST 398.

## Stützpunktausbau

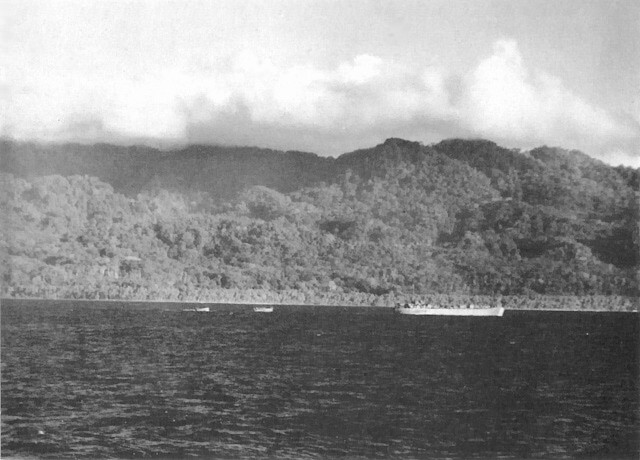
Wolken verdeckten die Gipfel von Vella Lavella, als nachfolgende Schiffe Soldaten und Vorräte brachten. Am 30. August landete das 1. Bataillon der 145. Infanterie bei schweren Luftangriffen der Japaner und schloss sich der 35. Regimentskampfgruppe an, mit der es bis zum Ende des Feldzuges diente.

Insgesamt liefen bis zum 30. August fünf Nachschubstaffeln der Amerikaner aus Kokumbona auf Guadalcanal in Vella Lavella ein. Sie wurden immer wieder während der Passage und auch am Strand von japanischen Kampfflugzeugen beschossen, die aber nur geringe Schäden anrichteten.
Am 2. September trafen Hilfsgüter in der Orete-Bucht ein, zusammen mit siebzehn Scouts aus Fidschi.
Am 3. September konnte die amphibische Phase der Operation Dogeared als abgeschlossen betrachtet werden. Die Insel wurde nun komplett unter das Kommando von Brigadegeneral McClure gestellt. Die Streitkräfte auf der Insel mit 6505 Männern verfügten über ungefähr 40 Tagesrationen pro Mann, Fahrzeuge, Treibstoff, Munition und andere Vorräte für 30 Tage.
Zwischen dem 15. August und dem 3. September konnte das 35. Regimentskampfteam den Verteidigungsbereich erweitern. Er lief nun von einem Punkt nördlich des Barakoma-Flusses im Osten bis nach Varisi an der Westküste. Bei Malasova und Supato im Westen und Marivari im Osten befanden sich jetzt verstärkte Außenposten. Der gesamte südliche Bereich der Insel wurde aufgeklärt und Patrouillen kamen die Ostküste bis zur Orete-Bucht hinauf.
Bis zum 14. September rückten Bataillone in einer Reihe von Patrouillenaktionen und Scharmützeln weiter nach Norden vor. Horaniu fiel schließlich am 14. September. Die Japaner behinderten den Vormarsch nicht ernsthaft. Stattdessen zogen sie sich stetig zurück und gingen dann über Land in die nordwestliche Ecke der Insel.

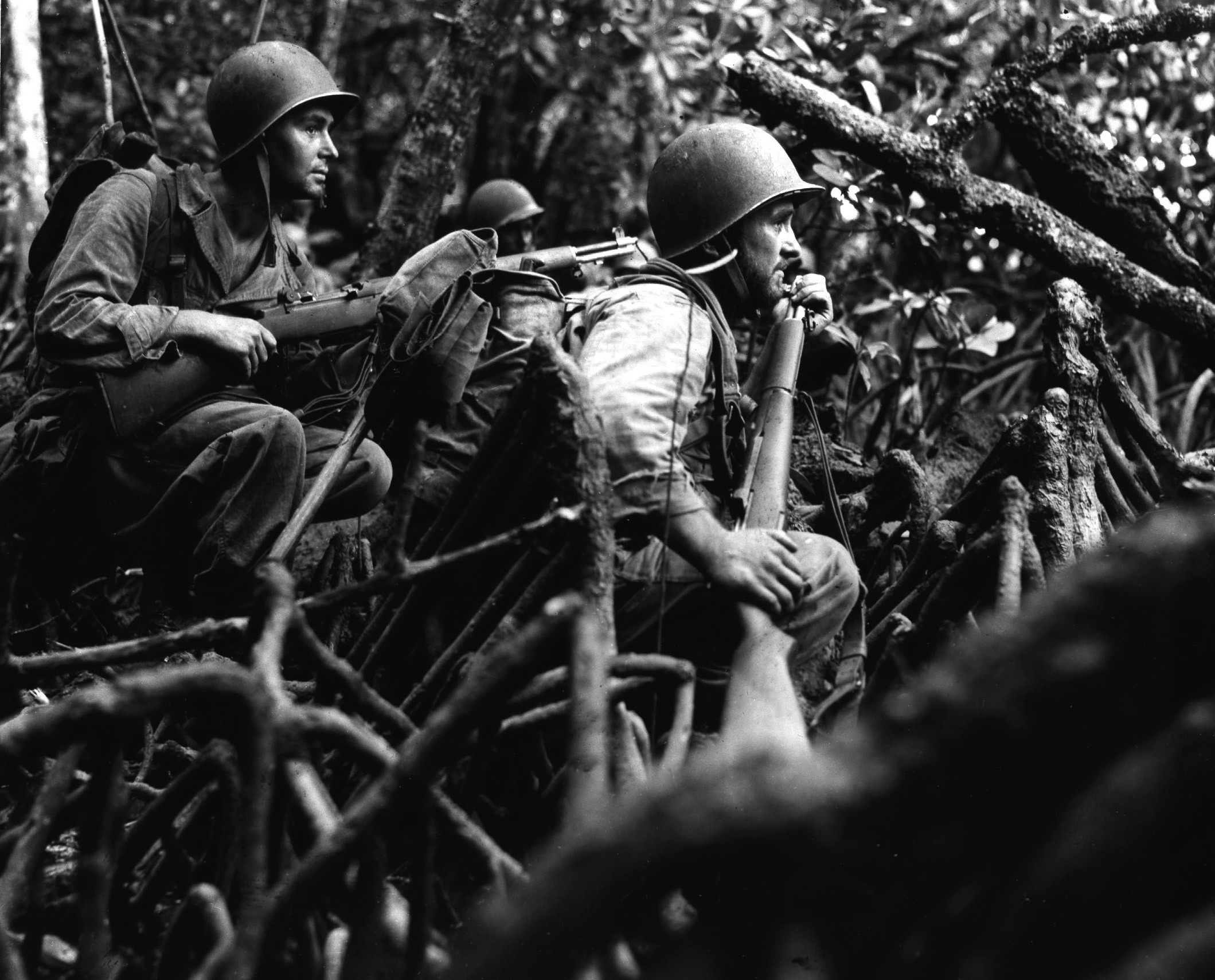
Infanteristen warten am 13. September auf die Nachricht, dass sie bei der Verfolgung der sich zurückziehenden japanischen Streitkräfte vorrücken sollen

Im Laufe des Monats August hatten die Seabees Zelte für Quartiere errichtet und fast 14,5 Kilometer Straßen gebaut.  Dazu kamen eine Apotheke und eine Krankenstation. Die Vermessung und Räumung einer 1,2 km langen und 61 Meter breiten Landebahn wurde im August durchgeführt; die Hilfseinrichtungen, einschließlich Signalturm, Betriebsraum, Flugbenzintanks und Lager für Betriebspersonal wurden im September fertiggestellt. Die erste Landung auf der Bahn erfolgte am 24. September. Danach wurde das Flugfeld täglich für den Shuttle-Service genutzt.
Im September 1943 errichtete das 58. Bataillon ein Sägewerk, das täglich 12 bis 14 Festmeter Holz produzierte. Das 77. Bataillon betrieb zwei Sägewerke um Holz für den lokalen Bedarf und die Treasury- und Bougainville-Kampagne benötigt wurden. Von November 1943 bis Januar 1944 errichtete und betrieb eine kleine Abteilung des 53. Bataillons zwei tragbare Sägewerke zur Ergänzung der bestehenden Produktion.

## Übernahme durch die neuseeländische Infanterie
Bei einer Besprechung zwischen Admiral Wilkinson, Konteradmiral Fort, Generalmajor Barrett und dem neuseeländischen Generalmajor Harold Barrowclough am 10. September, in der die Entsendung neuseeländischer Kräfte nach Vella Lavella diskutiert wurde, bemerkte Barrowclough, dass die 14. Brigade eher defensiv als offensiv auf Vella Lavella eingesetzt werden würde. Die Wahrscheinlichkeit von Verteidigungshandlungen waren jedoch nicht unerheblich, wenn man bedenkt, dass sich auf Kolombangara schätzungsweise etwa 5000 Japaner befanden und dass Verstärkung von Bougainville und sogar Rabaul selbst möglich war. Es sei denn, die Marine könnte diese Verstärkungen abfangen.

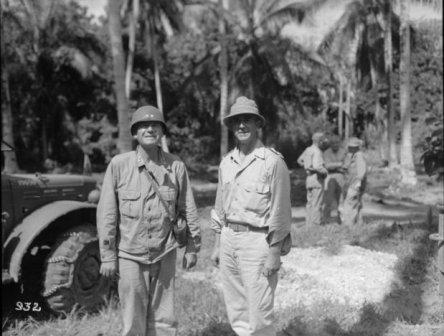
Generalmajor Barrowclough mit General Griswold auf Vella Lavella

Barrowclough hielt am nächsten Tag ein Treffen mit seinen hochrangigen Kommandeuren ab und erklärte, was von den Truppen verlangt wurde. Es wurden Vorkehrungen für die 14. Brigade getroffen, um auf Vella Lavella zu landen. Zwischen dem neuseeländischen und dem amerikanischen Hauptquartier wurden Verbindungsoffiziere ernannt. Am 12. September hatte Barrowclough eine lange Konferenz mit Generalmajor Oscar Griswold, dem Kommandeur des XIV Corps, und es wurde vereinbart, dass Barrowclough ein Divisionshauptquartier nach Vella Lavella bringen würde, das gleichzeitig mit den beiden führenden Bataillonen von Brigadier Leslie Potter eintreffen würde.
Unterdessen sammelte eine Gruppe der 14. Brigade, bestehend aus vier Offizieren, die am 28. August mit zwei Scouts aus Fidschi vom Südpazifik vorrückten, wertvolle Informationen, um mit Patrouillen in japanischem Territorium zu arbeiten, bis die Brigade von den Amerikanern abgelöst wurde. 21 Offiziere aller Einheiten der 14. Brigade, die am 13. September über Munda als Vortrupp zur Auswahl von Biwakgebieten auf Vella Lavella nach Norden vorrückten, hatten ihre erste Übung in Ausweichtaktik, als ihr offenes Fahrzeug von Sturzkampfbombern angegriffen wurde.
Die Truppen beluden auf Guadalcanal am 16. September die drei APDs und drei LCIs. Am Nachmittag hielten sie aber nur eine Übungsausschiffung von den LCIs ab, da die See zu rau für die APDs war.
Barrowclough verließ Guadalcanal am 17. September und flog zunächst nach Munda und dann mittels eines Torpedoboots nachts von Rendova nach Biloa auf Vella Lavella.

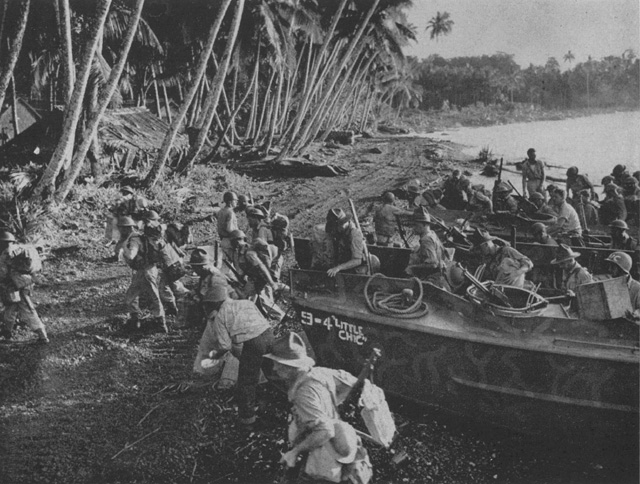
Soldaten der 14. Neuseeländischen Brigade landen am 18. September 1943 auf Vella Lavella zur Ablösung des 35. US-Infanterieregiments

Die 14. Brigade der 3. Division traf dann am 18. September mit  3700 Mann ein und entlastete das 35. Regimentskampfteam. Geschwindigkeit war während der Landung wegen der Gefahr durch japanische Flugzeuge unerlässlich. Daher wurden die Truppen und die Ausrüstung schnell entladen und die Schiffe verließen umgehend das Gebiet. Generalmajor Barrowclough übernahm das Kommando über die Landungseinheiten und Brigadier Potter wurde mit dem operativen Kommando beauftragt.
Das Divisionshauptquartier wurde in Zelten tief im Dschungel hinter dem Strand von Barakoma errichtet. Die 14. Brigade zog weiter die Küste hinauf und eröffnete ihr Hauptquartier auf einer Anhöhe mit Blick auf das verlassene Eingeborenendorf Joroveto. Das 35. und das 37. Bataillon und die Brigadeeinheiten verteilten sich auf beiden Seiten zwischen den Flüssen Joroveto und Mumia.

### Der Marsch nach Norden
Brigadier Potter erarbeitete einen Plan die Japaner in der nordwestlichen Ecke der Insel mittels einer Zangenbewegung einzukesseln, indem er zwei seiner Bataillonskampfteams gleichzeitig die Ost- und Westküste hinaufbewegte. Die Operation sollte halbamphibisch sein, mit dem Einsatz von LCVPs und LCMs, um Personal und Vorräte von Bucht zu Bucht zu transportieren. Als Starttag war der 21. September vorgesehen.
Potter plante, die Aufgabe in vierzehn Tagen zu erledigen; aber es dauerte nur zehn. Die Versorgung wurde von Maravari, dem Hauptstützpunkt, durch einen täglichen Barge-Service zum Hauptquartier jedes Teams aufrechterhalten, während es vorwärts ging. Kampfteams, die als eigenständige Einheiten kämpften, begannen am 21. September, die Küste vom Maravari-Strand aus zu umrunden und wurden vier Tage später in den vorgelagerten Gebieten aufgestellt.  Das 35. Bataillon in Matu Soroto wegen der Ungeeignetheit von Mundi Mundi und das 37. Bataillon in Boro an der Doveli-Bucht, nachdem ein verirrter Gefangener in der Bucht von Paraso aufgegriffen wurde, die ebenfalls als vordere japanische Operationsbasis aufgegeben wurde.
Der Vormarsch ging langsam voran, nie mehr als ein paar hundert Meter am Tag entlang des schmalen Küstengürtels, der stellenweise nur hundert Meter breit war, bevor er sich abrupt in dicht bewaldeten Berghängen erhob. Flüsse und Bäche behinderten die Patrouillen und ihre einheimischen Führer bewegten sich im Gänsemarsch auf den schmalen Pfaden, um den Weg für den Vormarsch zu ebnen. Jeglicher Einsatz von Panzern war ausgeschlossen. Feldgeschütze wurden unter den schwersten Bedingungen von Arbeitskräften an Land gezogen. Brückenköpfe wurden durch Öffnungen durch das Korallenriff geschlagen, von denen einige so flach waren, dass sie die Durchfahrt von Landungsbooten verhinderten und andere auf den ungenauen Karten gar nicht vorhanden waren.
Die Bedingungen seit Vormarschbeginn am 25. September waren hart und schwierig. Es regnete in Strömen und behinderte die Bewegung der durchnässten Männer und verwandelte den feuchten Dschungel in ein Moor. Trotz korrekter Informationen, dass die Japaner schlecht bewaffnet und geführt waren, konnten ihre geschickt versteckten Maschinengewehrnester zwischen den Wurzeln und umgestürzten Baumstämmen nur schwer ausgeschaltet werden. Dies galt ebenso für die Scharfschützen, die oft zwischen den belaubten Zweigen über ihnen versteckt waren. Handgranaten prallten von Stämmen und Ranken ab, wenn sie nicht mit äußerster Vorsicht geworfen wurden. Nachts zogen sich die Patrouillen zurück und bildeten geschützte Umkreise, aus denen sich bis zum Morgengrauen kein Mann aus den kreuzförmigen Schützenlöchern mit jeweils vier Mann herausbewegte.
In den ersten Tagen fanden nur einzelne Scharmützel statt, doch am 29. September wurde es offensichtlich, dass das Bataillon jetzt gegen die japanische Hauptstreitmacht lag, die sich in der schmalen Landzunge befand, die die Timbala-Bucht von der Marquana-Bucht trennte. Es wurde befohlen, keinen Großangriff zu starten, sondern das Eintreffen des 37. Bataillons abzuwarten, das, behindert durch einen Mangel an Landungsbooten, noch längere Strecken entlang der tief eingerückten rechten Flanke zurücklegte.
Kurz nachdem sich die Bataillone vereinigt hatten, rückten sie weiter vor und wurden unmittelbar von einer größeren Anzahl Japanern attackiert. Bis zum 1. Oktober gelang es den Neuseeländern mit allen Verwundeten bis zum Strand vorzurücken. Ein vorbeikommender Lastkahn sah die Männer und berichtete dies dem Hauptquartier, das sofort einen Aufklärungstrupp in einem Landungsboot mit dem Ziel entsandte, einen Überlandvorstoß zu machen, um sie abzulösen. Doch der Vorstoß misslang. Am nächsten Tag, dem 2. Oktober, zogen zwei Lastkahntrupps so weit vor, wie es das Korallenwachstum zuließ, und Männer versuchten mit Rationen an Land zu schwimmen. Bedingt durch Haiangriffe verloren sie allerdings die medizinische Ausrüstung und alle Rationen. Ein zweiter Versuch endete katastrophal. Bis auf einen wurden alle Männer getötet und die Rettung wurde bis zum Einbruch der Dunkelheit aufgegeben. Eine Gruppe starker Schwimmer, alles Freiwillige, schwamm in der zunehmenden Dämmerung mit einem Schlauchboot und einem einheimischen Kanu an Land. Um 11:00 Uhr abends wurden die letzten Männer zu den wartenden Lastkähnen transportiert. Die Neuseeländer hatten vierzig Tote und eine unbekannte Zahl von Verwundeten Japanern verzeichnet. Sie selbst hatten sechs Tote und acht Verwundete zu beklagen.
Bei Einbruch der Dunkelheit am 6. Oktober kesselten beide Bataillone die Japaner auf einer Landzunge ein, die die Warambari-Bucht von der Marquana-Bucht trennte. Ein an diesem Tag festgenommener Gefangener gab an, dass etwa 500 gut organisierte Soldaten eingeschlossen waren. Es fehlte ihnen an Nahrung und sie wollten sich ergeben, wurden aber von ihren Offizieren daran gehindert. Brigadier Potter, der die Operation vom fortgeschrittenen Hauptquartier in Matu Soroto aus geleitet hatte, beschloss, die Lücke zu schließen. Am Nachmittag des Tages erreichte das 35. Bataillon die Küste an der Marquana-Bucht und fand viele tote Japaner und viel verlassene Ausrüstung in ihrem ehemaligen Biwakbereich. Das 37. Bataillons erreichte in der Dämmrtung Mende Point, wodurch die Lücke zwischen den beiden Kampfteams verkleinert wurde. Noch in der Nacht wurde befohlen die eingeschlossenen Japaner mit Artillerie und Mörsern zu beschießen, was aber auf Grund der tief fliegenden japanischen Flugzeuge aufgegeben wurde, damit die Standorte nicht preisgegeben wurden. Daher wurde den Japanern die Möglichkeit zur Flucht geboten. Männer, die im durchnässten Dschungel lagen, konnten den Lärm der an den Korallen kratzenden japanischen Lastkähne und Stimmen hören, aber die neuseeländischen Kanonen und Mörser blieben stumm.

### Letzte japanische Evakuierungen
Die letzte Aktion der Japaner war die Schlacht bei Vella Lavella in der Nacht vom 6. auf den 7. Oktober, als zehn japanische Zerstörer und zwölf Zerstörertransporter, sowie kleinere Schiffe nach Vella Lavella kamen, um die 600 dort gestrandeten Soldaten zu retten (→ Evakuierung von Vella Lavella). Amerikanische Zerstörer griffen die japanischen Kriegsschiffe nordwestlich von Vella Lavella an. Ein japanischer Zerstörer wurde versenkt; ein amerikanischer Zerstörer wurde schwer beschädigt und sank, und zwei weitere erlitten Schäden. Während die Amerikaner Rettungs- und Bergungsoperationen durchführten, gelang es japanischen U-Boot-Jägern mit einer Transportergruppe an ihnen vorbeizukommen und 589 Soldaten von Vella Lavella zu evakuieren.
Am nächsten Morgen nach einem Artilleriefeuer, durchkämmten Patrouillen beider neuseeländischer Bataillone das Gebiet ohne Widerstand. Das einzige Ereignis von Bedeutung an diesem Tag war die Rettung von sieben amerikanischen Fliegern von einem Floß, das in die Tambama-Bucht trieb, nachdem ihre Maschine abgeschossen worden war. Am 9. Oktober erklärte Potter die Aufgabe der Brigade für beendet.
Die Verluste waren nicht hoch und die Krankenquote war trotz der entsetzlichen Bedingungen niedrig. Die Brigade verlor drei Offiziere und 28 weitere Ränge; ein Offizier verstarb später an seinen Wunden, ein Offizier und 31 weitere Ränge wurden verwundet. Unsichere Schätzungen über getötete Feinde lagen zwischen 200 und 300, aber die Japaner versuchten immer, ihre Verluste zu verbergen, indem sie ihre Toten begruben und die Verwundeten entfernten.

## Vella Lavella als Aufmarschgebiet
Um Einheiten für die am 1. November 1943 groß angelegte Landung am Kap Torokina auf Bougainville zusammenzuziehen, war unter anderem Vella Lavella vorgesehen.

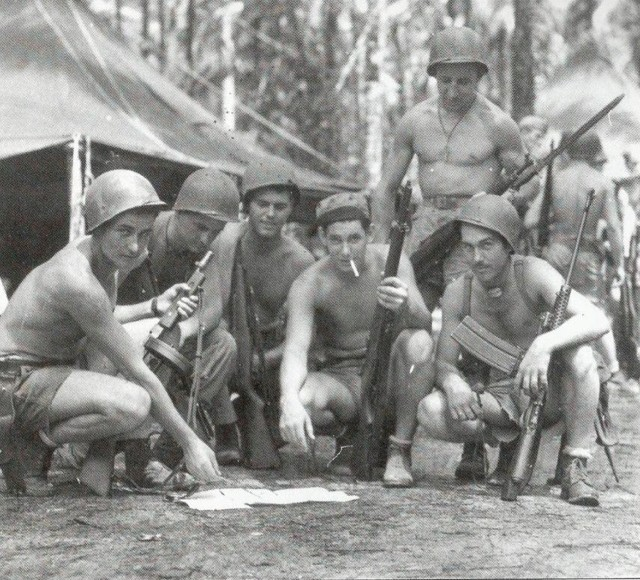
Paramarines auf Vella Lavella

Das 2. Fallschirmjägerbataillon der Paramarines rückte daher am 1. Oktober von Guadalcanal kommend in sein Aufmarschgebiet auf Vella Lavella vor um sich zunächst auf die Einnahme von Choiseul vorzubereiten. Zu diesem Zeitpunkt galt Vella Lavella zwar schon größtenteils als gesichert, aber die Japaner kämpften immer noch um die Lufthoheit und kleine Gruppen japanischer Soldaten durchstreiften den Dschungel im Norden. Japanische Kampfflugzeuge trafen den kleinen Konvoi des Fallschirmjägerbataillons, der aus drei APDs und einem LST bestand, beim Entladen und warfen zwei Bomben in das Panzerlandungsschiff, gerade als es die Laderampe herunter ließ. Es sank im seichten Wasser, was es den meisten Männern ermöglichte an Land zu gelangen. 14 Fallschirmjäger starben bei dem Angriff und das Bataillon verlor die meisten seiner Vorräte und Ausrüstung. Einmal im Lager stationiert, führten die Fallschirmspringer Patrouillen durch, um nach japanischen Nachzüglern auf der Insel zu suchen. Der Rest des Regiments traf Ende Oktober auf Vella Lavella ein.

## Nach der Einnahme der Insel
Die Alliierten bauten Vella Lavella zu einem wichtigen Luftwaffenstützpunkt aus, der bei der Neutralisierung des japanischen Hauptstützpunkts Rabaul eine wichtige Rolle spielte. Anschließend war der Flugplatz Barakoma auf Vella Lavella die Heimatbasis für das Einsatzgeschwader VMF-214 (The Black Sheep), unter dem Kommando von Gregory Boyington.